# پوثیا
پوثیا (به لاتین: Puthia) یک منطقهٔ مسکونی در بنگلادش است که در ناحیه راج‌شاهی واقع شده‌است. پوثیا ۱۹۲٫۶۴ کیلومتر مربع مساحت و ۱۵۹٬۴۰۵ نفر جمعیت دارد.